# Lepidanthrax proboscideus
Lepidanthrax proboscideus är en tvåvingeart som först beskrevs av Friedrich Hermann Loew 1869.  Lepidanthrax proboscideus ingår i släktet Lepidanthrax och familjen svävflugor. Inga underarter finns listade i Catalogue of Life.